# Proposizione concessiva latina
Come in italiano, anche in latino si dice proposizione concessiva la frase subordinata che esprime una circostanza nonostante la quale si verifica quanto espresso nella reggente.
In latino sono introdotte da varie congiunzioni, e possono essere seguite dal congiuntivo o dall'indicativo (secondo le regole della consecutio temporum); la negazione è non. Nella proposizione reggente, che normalmente segue la concessiva, ci possono essere locuzioni correlate, come tamen, verumtamen o nihilo minus. Si può fare un'altra distinzione: le concessive reali e le concessive ipotetiche, a seconda della circostanza (se è reale o se è supposta). 

## I modi per esprimere una concessiva

### Le concessive introdotte da particelle
Le concessive sono in latino, introdotte principalmente da:
- Le congiunzioni quamquam, etsi, tametsi che sono seguiti dall'indicativo (raramente si può trovare anche quamquam con il congiuntivo):[1]

| «Multi prostraverant humi corpora, quamquam imbrem vis frigoris adstrinxerat.»                |
| «Molti si erano stesi a terra, benché l'intensità del freddo avesse fatto gelare la pioggia.» |

| «Veterani, etsi nondum fugerant, tamen pudore magis quam virtute resistebant.»                          |
| «I veterani, benché non fossero ancora fuggiti, tuttavia resistevano più per ritegno che per coraggio.» |

| «Quamquam abest a culpa, suspicione tamen non caret.»                |
| «Benché sia libero da colpa, tuttavia non è fuori da ogni sospetto.» |

| «Tametsi probabam eius eloquentiam, tamen non pertimescebam.»        |
| «Sebbene approvassi la sua eloquenza, tuttavia non ne avevo timore.» |

- La congiunzione quamvis (originariamente «quanto tu voglia»), seguito dal congiuntivo:[2]

| «Quamvis sapiens se ipso contentus sit, amicis illi opus est.»           |
| «Il saggio, per quanto basti a se stesso, tuttavia ha bisogno di amici.» |

| «Quamvis sis molestus, dolor, numquam te esse confitebor malum.»       |
| «Sebbene tu sia molesto, o dolore, non ammetterò mai che sei un male.» |

- La congiunzione licet, si forma con il congiuntivo presente o perfetto:

| «Fremant licet omnes, dicam quod sentio.»      |
| «Benché tutti protestino, dirò ciò che penso.» |

- Utilizzando ut (negazione ut non) con il congiuntivo:

| «Ut desint vires, tamen est laudanda voluntas.»                |
| «Sebbene manchino le forze, tuttavia è da lodarsi la volontà.» |

- Le congiunzioni etiamsi, tametsi, sono seguiti dall'indicativo o dal congiuntivo:

| «Nostri, tametsi ab duce deserebantur, omnem spem salutis in virtute ponebant.»                            |
| «I nostri, sebbene fossero abbandonati dal condottiero, riponevano ogni speranza di salvezza nella virtù.» |

| «Ista veritas, etiamsi iucunda non est, mihi tamen grata est.»           |
| «Codestà verità, anche se non è mai piacevole, a me è tuttavia gradita.» |

- Attraverso cum, si con il congiuntivo:

| «Non possum istum accusare, si cupiam.»            |
| «Non posso accusarlo, quand'anche lo desiderassi.» |

### Altri modi per esprimere una concessiva
Le proposizioni concessive inoltre, possono essere introdotte da un pronome relativo con il congiuntivo (detta relativa impropria di natura concessiva); possono essere rese con l'ablativo assoluto (così come le temporali e le causali), col participio congiunto, o anche attraverso un semplice aggettivo. Alcuni esempi:
| «Vivo patre, eum iam regem appellant.»                     |
| «Lo chiamano già re, sebbene il padre sia ancora in vita.» |

| «Horatius, solus, hostes sustinuit.»                       |
| «Orazio, nonostante fosse da solo, tenne testa ai nemici.» |

| «Cicero consul absens factus est.»                  |
| «Cicerone fu eletto console, benché fosse assente.» |